# Panamá
Panamá (šp. skr. za „sveamerička”) je najveći i glavni grad, te luka države Paname. Nalazi se u istoimenoj općini i pokrajini, oko 7 kilometara istočno od južnog ulaza u Panamski zaljev. Grad je političko i upravno središte države, ali i velegrad koji je jedno od središta međunarodne trgovine i bankarstva. BDP grada je 2010. godine bio oko 11.700 $ po glavi stanovnika, i danas se odlikuje visokim neboderima koji se uzdižu iznad tropske kišne šume. Uz drvnu industriju znatna je proizvodnja građevnoga materijala, obradba kože i preradba duhana.
Panamá je i iznimno prometno razvijena, a njezina Međunarodna zračna luka Tocumen je najveća i najprometnija u Srednjoj Americi.
Panamá je također i veliko kulturno središte bogate baštine. Arheološki lokalitet Panamá Viejo i povijesno središte moderne Paname (Casco Antiguo) su upisani na UNESCO-ov popis mjesta svjetske baštine u Amerikama 1997. godine. God. 2003., Panamá je zajedno s gradom Curitiba (Brazil) odabran za američki glavni grad kulture.

## Povijest
Grad Panamu je osnovao Španjolac Pedro Arias Davila 15. kolovoza 1519. godine nekih 10-ak km istočno od sadašnje gradske jezgre, tzv. Casco Antiguo. Biskupiju Santa María de La Antigua del Panamá uspostavio je papa Leo X. 1513. godine. Dana 15. kolovoza 1521. godine grad je dobio današnje ime i grb. Otkrićem Carstva Inka u Peruu, grad je ubrzo postao važno trgovačko središte, a bogatstva Inka odavde su prevožena u Europu.
God. 1671. ga je uništio engleski gusar Henry Morgan, nakon čega ga je obnovio 5 km jugozapadno od Starog grada, na današnjem položaju. Ruševine nekadašnjeg naselja još uvijek postoje i zovu se Panamá la Vieja (Stara Panama). Nakon što su grad opljačkali brojni gusari u godinama koje su uslijedile, grad se oporavio zahvaljujući svom povoljnom položaju za trgovinu što je doprinijelo daljem razvoju grada. Oko stare jezgre građene u stilu španjolskih kolonizatora iznikao je moderan grad koji je 1903. godine proglašen za glavni grad države. 
Otkriće zlata u Kaliforniji 1848. godine dovelo je do povećanja broja putnika koji su prelazili prevlaku kako bi stigli do zapadne obale Sjeverne Amerike. Između 1848. i 1869. oko 375.000 ljudi prešlo je prevlaku iz Atlantika u Pacifik i oko 225.000 u suprotnom smjeru. Taj je promet znatno povećao prosperitet grada u tom razdoblju.
Rastao je zahvaljujući svom geografskom položaju na prevlaci Paname, ali je veliki značaj dobio tek otvaranjem Panamskoga kanala, 1914. godine. Međutim, radnici na izgradnji kanala, koji su uglavnom dovedeni s Kariba, stvorili su neviđene rasne i socijalne napetosti u mladom gradu.
Godine 1925. biskupija je podignuta u Panamsku nadbiskupiju i stavljena izravno pod Svetu Stolicu. 
Tijekom Drugog svjetskog rata izgradnja vojnih baza i prisutnost velikog broja američke vojske i civila doveli su grad do neviđene razine prosperiteta. No, nastala je određena napetost između stanovnika Paname, kojima nije bio dozvoljen pristup mnogim područjima kanala, i američkih građana koji žive u području kanala; ova napetost je eskalirala 9. siječnja 1964. u događajima u Panami poznatima kao „Dan mučenika”. Sukobi su počeli kada je panamsku zastavu otela američka vojska, tijekom prosvjeda panamskih studenata za pravo da istaknu svoju zastavu zajedno sa zastavom Sjedinjenih Američkih Država. Američka vojska pokušala je ugušiti sukobe nakon što je policija bila svladana. Nakon tri dana borbi ubijeno je 21 ili 22 Panamca i 4 američka vojnika. Incident je utjecao na odluku Sjedinjenih Država da kontrolu nad kanalom prenesu na Panamu prema Torrijos-Carterovim ugovorima (1977.).
U kasnim 1970-ima i 1980-ima Panama je postala međunarodno bankarsko središte, posljedično privlačeći veliku pozornost kao međunarodno središte za pranje novca. Godine 1989., nakon gotovo godinu dana napetosti između Sjedinjenih Država i Paname, američki predsjednik George H. W. Bush naredio je invaziju na zemlju kako bi se uklonio njezin vođa, general Manuel Noriega.
| Evolucija razvoja grada Paname |                        |                        |
|                                |                        |                        |
| Ciudad de Panamá 1915.         | Ciudad de Panamá 1955. | Ciudad de Panamá 2005. |

Nakon što su američke trupe napustile zemlju 1999. god., grad je prihvatio veliki broj stranih državljana, posebno Kanađana, Kolumbijaca i Izraelaca, koji su se nastanili u gradu, posebno u visokim stambenim četvrtima, kao što su Punta Pacifica, Marbella, Punta Paitilla, Bella Vista i drugi Trenutno, grad raste zbog pojačane imigracije, ali i špekulacija nekretninama, a možda i pranjem novca kolumbijskih narko dilera.

## Znamenitosti
Panamá Viejo (Stara Panama) je naziv za monumentalne ruševine povijesnog kompleksa prvog španjolskog grada koji je na pacifičkoj obali osnovao Pedra Arias de Avila 15. kolovoza 1519. godine kao prvo europsko naselje na pacifičkoj obali Amerike. Ovaj grad je bio polazna točka ekspedicija koje su osvojili Carstvo Inka u Peruu (1532.). Te je bilo jedno od glavnih postaja trgovačkih putova u povijesti američkog kontinenta i mjesto poznatih sajmova Nombre de Dios i Portobelo, kroz koje je prolazila većina zlata i srebra iz Amerike za Španjolsku.
Iako su njegove građevine uglavnom ruševine, sačuvan je netaknut plan ulica koji je svjedočanstvo o prirodi tog ranog naselja.
Povijesno središte modernog grada, Casco Antiguo ili Casco Viejo, je osnovano nakon uništenja Stare Paname (1671.) kao utvrda protiv daljnih napadaja pirata. U njemu se nalazi mješavina arhitektonskih stilova i njegovih oko 800 građevina odražava razne kulturne utjecaje: španjolske, karipske, francuske i kolonijalne. Najznamenitiji spomenici su:
- Las Bóvedas (Trezor) su zidine na morskoj strani grada
- Katedrala i njezin trg (Plaza de la Catedral)
- Crkva La Merced
- Crkva sv. Filipa Nerija
- Narodno kazalište Salón Bolivar (Teatro Nacional Salón Bolivar) iz 1908. godine ima izvanrednu prirodnu akustiku i mjesta za 800 posjetitelja
- Palača čaplji, službenog naziva Palacio de las Garzas, je predsjednička palača koja je dobila ime po mnoštvu čaplji koje su nekada gnijezdile na njoj.
- Francuski trg (Plaza de Francia) je dobio ime po francuskom veleposlanstvu na trgu, a poznat je po brojnim restoranima.

Oltar sv. Josipa je jedan od rijetkih spomenika koji je preživio napad pirata 1671. godine jer je tijekom napada bio zakopan u blato.
- Ostaci katedrale Stare Paname Panamá Viejo
- Casco Viejo s brda Ancón
- Ulica u Casco Viejo
- Ruševine Isusovačkog samostana u Staroj Panami
- Muzej Panamskog kanala (Museo del Canal Interoceánico)
- Palača čaplji

Moderni dio grada se odlikuje mnogim neboderima (njih 127) uz koje se trenutno grade mnogi novi (oko 110 projekata u izgradnji), što grad smješta na 39. mjesto po broju nebodera na svijetu. Most stogodišnjice (Puente Centenario) koji prelazi preko Panamskog kanala je nagrađivani viseći most iz 2004. godine koji je ipak 600 metara kraći od starog 1.654 m dugog lučnog „Mosta Amerika” (Puente de las Américas) iz 1962. godine.
- Panorama Paname iz zraka
- Ro-Ro brod, jedan od najvećih brodova koji prolaze kroz Panamski kanal na ustavi Miraflores
- Most Amerika
- Most stogodišnjice
- Novogradnja

## Gradovi prijatelji
Panamá je zbratimljena s gradovima:
- Barranquilla, Kolumbija
- Bogotá, Kolumbija
- Brasília, Brazil
- Callao, Peru
- Caracas, Venezuela
- Guatemala, Gvatemala
- Ciudad de México, Meksiko
- Fort Lauderdale, SAD
- Guadalajara (Jalisco), Meksiko
- Imabari, Japan
- Incheon, Južna Koreja
- Iquitos, Peru
- Lima, Peru
- Madrid, Španjolska
- Managua, Nikaragva
- Mazatlán, Meksiko
- Miami, SAD
- Netanya, Izrael
- Paita, Peru
- Punta Arenas, Čile
- San José, Kostarika
- San Salvador, Salvador
- Santo Domingo, Dominikanska Republika
- Taipei, Tajvan
- Vancouver, Kanada
- Venecija, Italija

## Vanjske poveznice
- Informacije o gradu  Arhivirana inačica izvorne stranice od 11. kolovoza 2007. (Wayback Machine) na MAPROPOLY, INC. (engl.)